# Aérodrome de Maïné-Soroa
L'aérodrome de Maïné-Soroa (code OACI : DRZM) est l'aéroport de Maïné-Soroa, Niger. 

## Situation
| \| 100 km1:21 840 000 \|Arlit Diffa Niamey Dirkou Dogondoutchi Gaya Gouré Iférouane La Tapoa Maïné-Soroa Agadez Maradi Tahoua Tanout Tessaoua Tillabéri Zinder BA 101 BA 201 Madama |
| 100 km1:21 840 000 |